# سلانیک مولدووا
شهر سلانیک مولدووا (به رومانیایی: Slănic Moldova) در شهرستان بکو در کشور رومانی واقع شده‌است. جمعیت این شهر ۵٬۳۷۵ نفر  است.